# Хоакін Бельтран
Хоакін Бельтран (ісп. Joaquín Beltrán, нар. 29 квітня 1977, Мехіко) — мексиканський футболіст, захисник клубу «Керетаро».

## Клубна кар'єра
У дорослому футболі дебютував 1996 року виступами за команду «УНАМ Пумас». В столичній команді провів десять сезонів, взявши участь у 326 матчах чемпіонату.  Більшість часу, проведеного у складі «УНАМ Пумас», був основним гравцем захисту команди.
Протягом сезону 2006/07 захищав кольори команди клубу «Некакса».
Своєю грою за останню команду привернув увагу представників тренерського штабу клубу «Крус Асуль», до складу якого приєднався 2007 року. Відіграв за команду з Мехіко наступні два сезони своєї ігрової кар'єри. Граючи у складі «Крус Асуль» також здебільшого виходив на поле в основному складі команди.
До складу клубу «Керетаро» приєднався 2009 року. Наразі встиг відіграти за команду із Сантьяго-де-Керетаро 38 матчів в національному чемпіонаті.

## Виступи за збірну
1999 року дебютував в офіційних матчах у складі національної збірної Мексики. Наразі провів у формі головної команди країни 17 матчів.

## Титули та досягнення
- Чемпіон Мексики (2): 2004(К), 2004(А)
- Володар суперкубка Мексики (1): 2004